# Jesper Blomqvist
Lars Jesper Blomqvist (* 5. Februar 1974 in Tavelsjö in der Gemeinde Umeå) ist ein ehemaliger schwedischer Fußballspieler. Der Mittelfeldspieler galt als äußerst talentierter Spieler, wurde in seiner Karriere jedoch immer wieder von Verletzungen gebremst. 

## Werdegang

### Spielerkarriere
Jesper Blomqvist begann seine Karriere in seinem Heimatland bei Umeå FC und wurde nach nur einer Saison vom IFK Göteborg abgeworben. Dort gelang der Einzug in die UEFA Champions League und Blomqvist machte international auf sich aufmerksam und wurde 1996 von der AC Mailand verpflichtet. Nach einem Jahr ging es weiter zur AC Parma, ehe er 1998 von Manchester United als Absicherung für den Offensivspieler Ryan Giggs geholt wurde.
Seine erste Saison wurde ein großer Erfolg, als man den Meistertitel in der Premier League und den FA Cup holte. Außerdem gelang am 26. Mai 1999 in einem sensationellen Spiel in Camp Nou gegen den FC Bayern München der Sieg in der Champions League 1999. In der Folgezeit behinderte ihn jedoch eine schwere Knieverletzung, die kaum noch Spiele für den Verein zuließ.
Im November 2001 wurde er vom FC Everton verpflichtet, dessen Trainer Walter Smith Blomqvist zusammen mit Landsmann Niclas Alexandersson auf der Außenbahn einsetzen wollte. Nach einer erneuten Verletzung und einem Trainerwechsel erlaubte der neue Trainer David Moyes einen Vereinswechsel und Blomqvist unterzeichnete im Sommer 2002 bei Charlton Athletic. Da er dort nur kaum zum Einsatz kam, kehrte er in seine Heimat zurück und spielte noch zwei Jahre für Djurgårdens IF, ehe er 2005 seine Spielerkarriere beendete.
Blomqvist spielte insgesamt 30 Mal für Schweden und nahm für sein Land an der Weltmeisterschaft 1994 teil, die mit einem sensationellen dritten Platz endete.

### Trainerkarriere
Im Dezember 2006 übernahm Blomqvist seinen ersten Trainerposten bei Enköpings SK. Den Zweitligaaufsteiger führte er in der Spielzeit 2007 auf den zwölften Platz. Aufgrund mehrerer verletzungsbedingter Ausfälle feierte er im Sommer 2008 für den Klub ein Comeback in der zweitklassigen Superettan. Dennoch stieg er mit der Mannschaft am Saisonende in die dritte Liga ab. Auch in der Nordstaffel der Division 1 spielte er mit dem Klub gegen den Abstieg, so dass der Verein im September 2009 Rolf Zetterlund verpflichten und ihn zu dessen Assistenten machen wollte. Nachdem er den Vorschlag abgelehnt hatte, trennte sich der Verein von ihm.
Im Dezember 2009 stellte Hammarby IF Blomqvist als Assistenten des neuen Trainers Michael Borgqvist vor. Nachdem dieser Anfang September 2010 aufgrund von Drohungen Unbekannter von seinem Posten zurückgetreten war, rückte er bis zu einer Entscheidung der Vereinsverantwortlichen interimsweise nach. Bis zum Saisonende betreute er die Mannschaft, mit der er zwar das Saisonziel des direkten Wiederaufstiegs als Tabellenachter deutlich verpasste, jedoch zog er mit ihr ins Endspiel um den Landespokal. Nach einer 0:1-Niederlage gegen den Vizemeister Helsingborgs IF blieb die Sensation aus. Kurze Zeit später gab er bekannt, den auslaufenden Vertrag nicht verlängern zu wollen.

## Erfolge
- Weltmeisterschafts-Dritter (Schweden, 1994)
- UEFA Champions League (Manchester United, 1999)
- Schwedischer Meister (IFK Göteborg, 1993, 1994, 1995, 1996, Djurgårdens IF, 2003)
- Englischer Meister (Manchester United, 1999, 2000, 2001)
- FA Cup (Manchester United, 1999)

## Anderes
Obwohl er als Trainer tätig war, merkte er, dass dies nicht seine große Passion sei und nie erfolgreich damit werden würde. Er eröffnete das Restaurant 450 Gradi auf der Stockholmer Insel Lidingö. Dort verwirklicht er seine Passion für Gutes Essen, Wein und Kaffee. Hier gibt er auch Kurse für Kinder für den Umgang mit Lebensmitteln.